# Æschne mixte
Espèce
Statut de conservation UICN

 LC  : Préoccupation mineure
L'Æschne mixte (Aeshna mixta) est une espèce de Libellules du sous-ordre des Anisoptères, de la famille des Aeshnidae.

## Description et caractéristiques
Elle est plus petite que ses voisines, l'Æschne des joncs (Aeshna juncea) et l'Æschne bleue (Aeshna cyanea). On reconnaît cette espèce à sa taille comprise entre 56 et 64 mm, aux bandes antéhumérales jaunes courtes et à un « clou » jaune très visible sur le dessus du deuxième segment abdominal) (dit S2) (Voir photo ci-dessous). Son envergure est comprise en 75 et 85 mm. L'abdomen du mâle est tacheté de bleu et de noir. Le thorax est pointillé et tacheté et présente deux bandes jaunâtres latérales .
On peut encore la trouver au mois de novembre même après les premières gelées nocturnes.

### Galerie

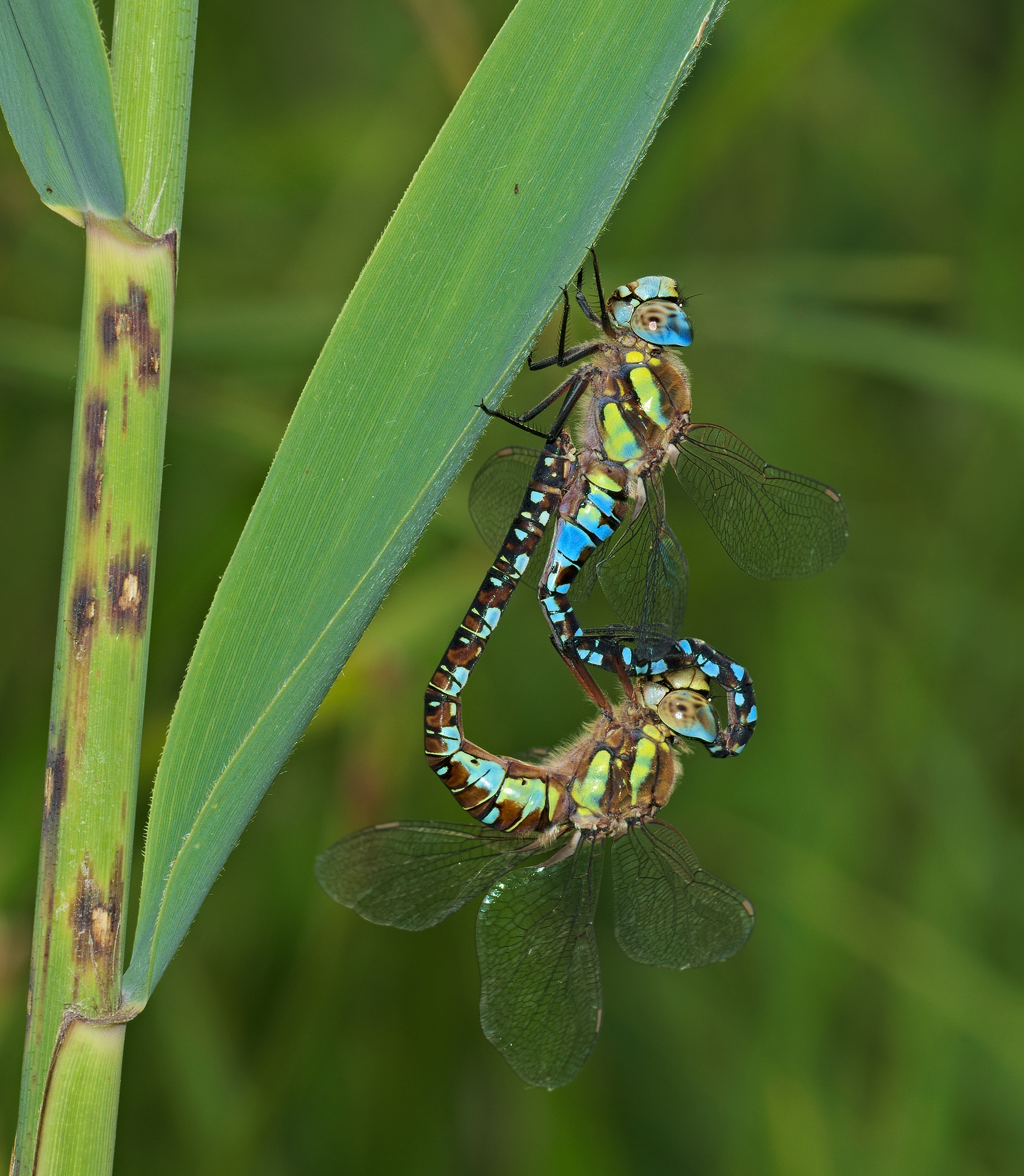
Un accouplement.
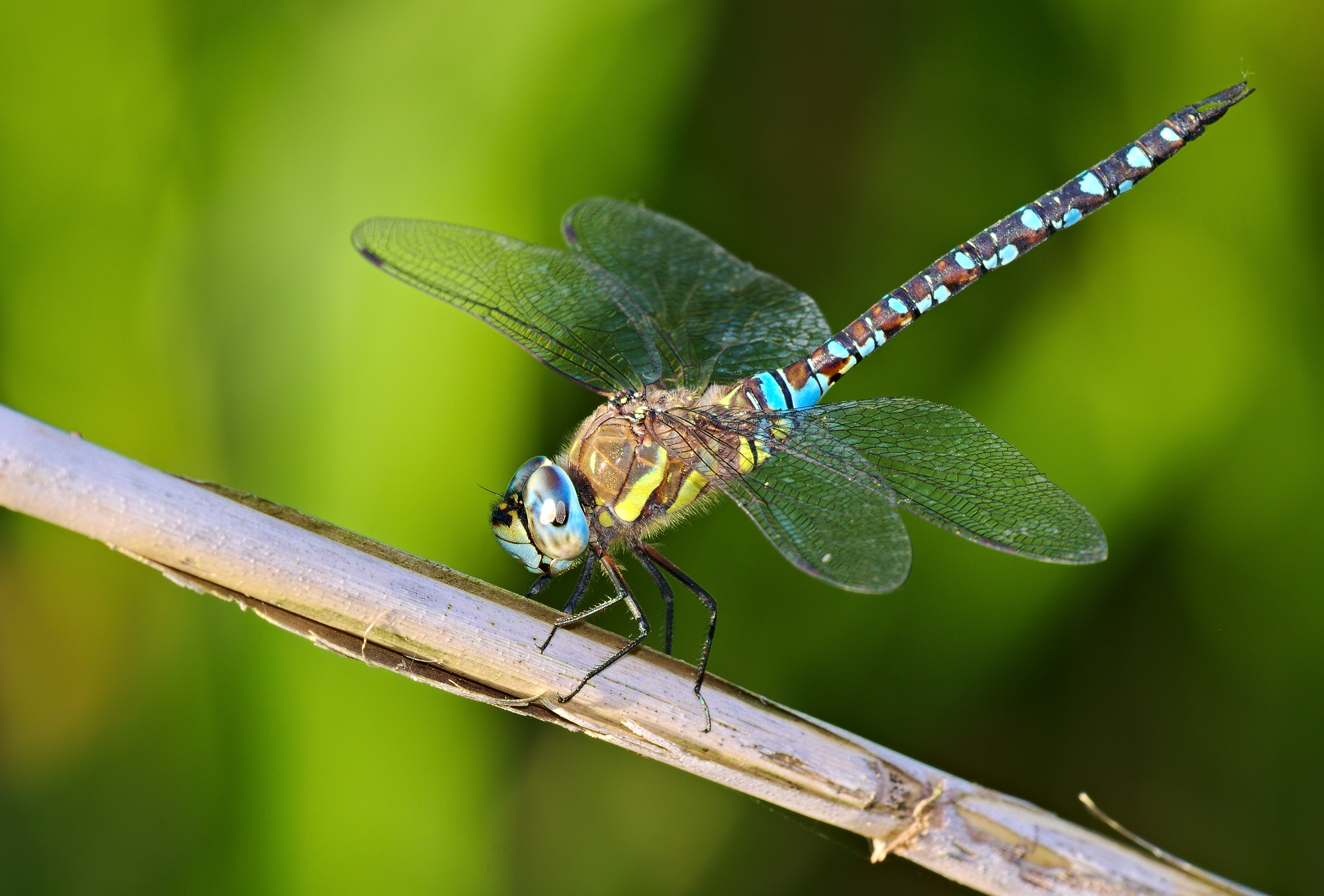
Un spécimen.
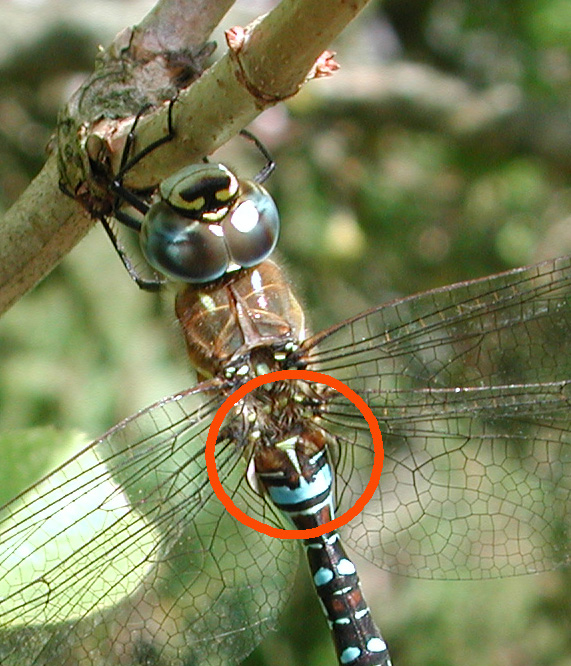
« Clou » jaunâtre, mâle mature.
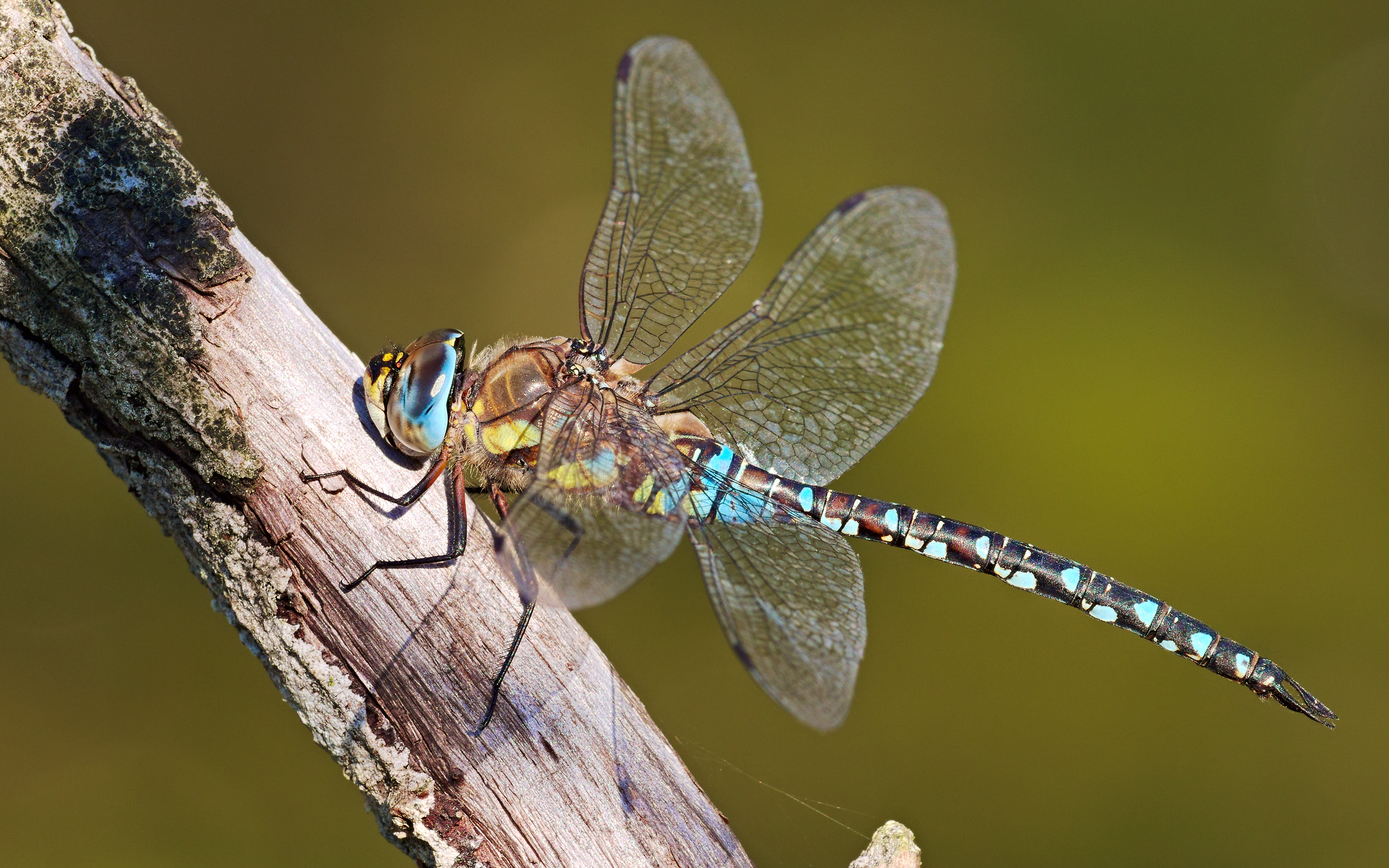
Un Æschne mixte mâle vers Mannheim, Allemagne. Octobre 2017.

## Habitat et répartition

### Répartition
Eurasiatique, cette espèce réside dans presque toute l'Europe (sauf le nord et les hauteurs alpines) ; en Asie, elle atteint le Japon. Présente localement dans le nord du Maghreb. Elle est très commune dans toute la France, présente en Corse et dans le Nord-Pas-de-Calais notamment.
Selon l'UICN (2 août 2024), ce taxon se rencontre dans les pays suivants : Albanie, Algérie, Allemagne, Autriche, Belgique, Birmanie, Biélorussie, Bosnie-Herzégovine, Bulgarie, Chine, Croatie, Danemark, Espagne, Estonie, Finlande, France, Grèce, Hongrie, Inde, Irak, Irlande, Israël, Italie, Japon, Jersey, Lettonie, Liban, Lituanie, Luxembourg, Macédoine du Nord, Malte, Maroc, Moldavie, Mongolie, Monténégro, Norvège, Pakistan, Pays-Bas, Pologne, Portugal, Roumanie, Royaume-Uni, Russie, Serbie, Slovaquie, Slovénie, Suisse, Suède, Syrie, Tchéquie, Tunisie, Turquie, Ukraine, Égypte, Île de Man.

### Habitat
L'espèce aime les étangs de pisciculture, les eaux stagnantes et riches en végétation (phragmites).

## Synonymie
- Aeshna alpina Selys, 1848[3]
- Aeshna coluberculus Harris, 1782[3]
- Aeshna habermayeri Götz, 1923[3]
- Aeshna lucia Needham, 1930[3]